# Kiernozia
Kiernozia è un comune rurale polacco del distretto di Łowicz, nel voivodato di Łódź.
Ricopre una superficie di 76,03 km² e nel 2004 contava 3 683 abitanti.